# Katarzyna Nowak (tenisistka)

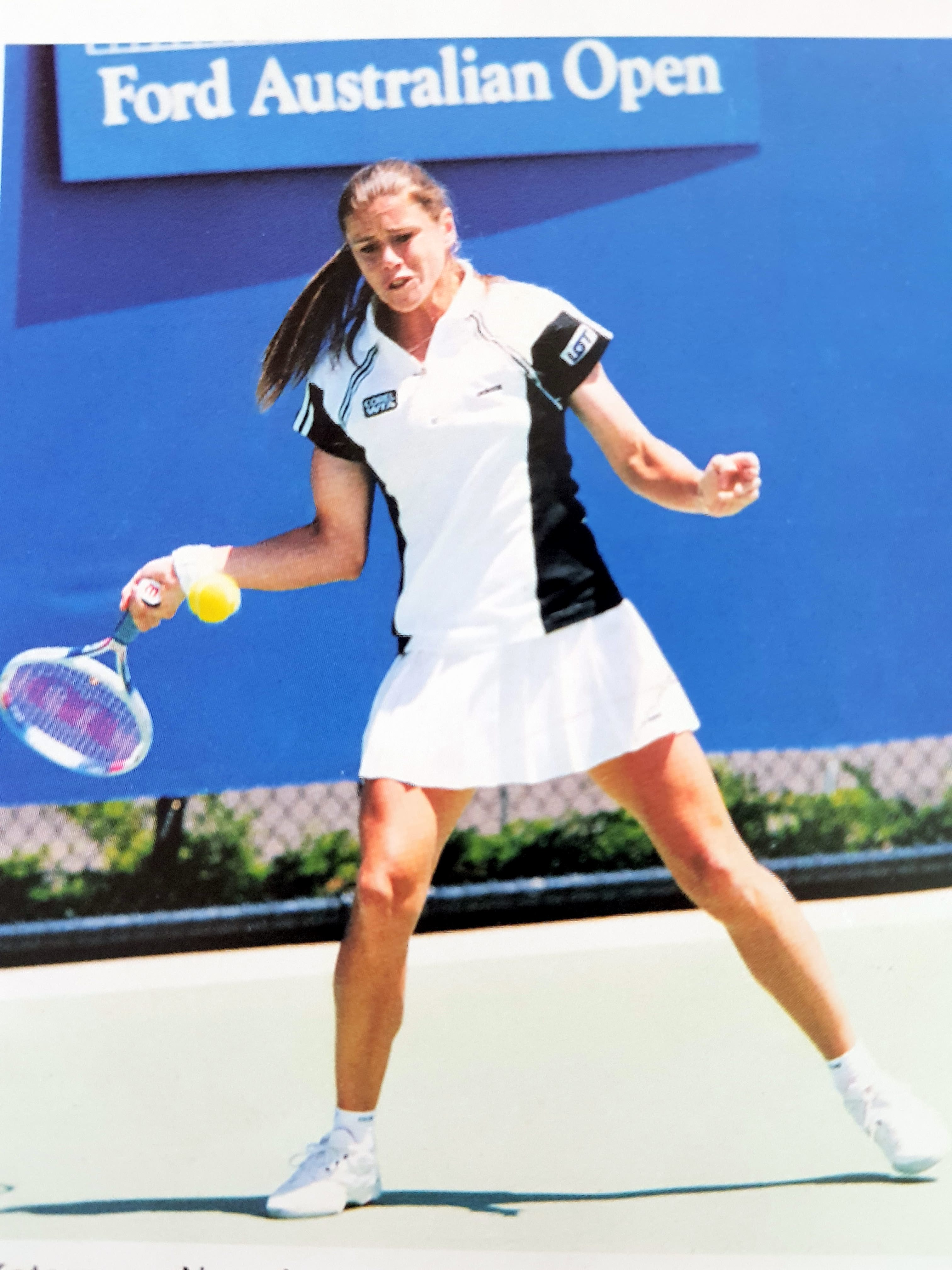
Katarzyna Nowak

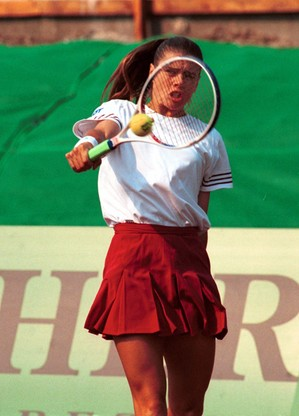
Katarzyna Nowak

Katarzyna Bogumiła Nowak (ur. 13 stycznia 1969 w Łodzi) – polska tenisistka, olimpijka, pierwsza Polka w pięćdziesiątce rankingu światowego WTA, prekursorka tenisa zawodowego w Polsce.

## Kariera tenisowa
Pięciokrotna mistrzyni Polski seniorek – trzykrotnie na kortach otwartych i dwukrotnie w hali. W wieku 14 lat została powołana do kadry olimpijskiej. Jako juniorka cztery razy zdobywała tytuł mistrzyni Polski. Podczas mistrzostw Europy do lat 18 w Estoril awansowała do ćwierćfinału. Wygrywała turnieje do lat 18 w kat. I w Meksyku, Portoryko, Kostaryce i Czechosłowacji oraz osiągnęła półfinały turniejów w Tokio, Mediolanie i Livorno, gdzie pokonała między innymi Naoko Sawamatsu (14. w rankingu WTA). W 1987 roku zajmowała 7. miejsce w światowym rankingu juniorów ITF, Międzynarodowej Federacji Tenisowej.
W latach 1988–1995 reprezentowała Polskę w Fed Cup, drużynowych mistrzostwach świata tenisistek, kolejno w Melbourne (1988), Tokio (1989), Atlancie (1990), Nottingham (1991), Frankfurcie (1992-1994) oraz w Barcelonie (1995). W 1991 roku w Nottingham Polki pokonały drużynę Francji z czołowymi zawodniczkami w składzie. Nowak wygrała pojedynek singlowy z czołową zawodniczką światowego rankingu Nathalie Tauziat. Rok później we Frankfurcie Katarzyna Nowak, Magdalena Mróz i Katarzyna Teodorowicz po raz pierwszy w historii osiągnęły ćwierćfinał, pokonując Szwecję i Izrael. Nowak wygrała m.in. z Catariną Lindqvist (13. WTA) i Anną Smasznową (15. WTA). Po 23 latach sukces ten powtórzyły Agnieszka Radwańska, Urszula Radwańska, Klaudia Jans-Ignacik i Alicja Rosolska.
W 1990 roku po raz pierwszy awansowała do wielkoszlemowego turnieju French Open. Pięć lat później osiągnęła trzecią rundę. W 1992 roku awansowała do drugiej rundy Wimbledonu oraz, jako pierwsza polska tenisistka, reprezentowała Polskę na Letnich Igrzyskach Olimpijskich w Barcelonie.
Katarzyna Nowak wystąpiła w dwóch półfinałach turniejów WTA World Tour: Cesena Ladies Championships w 1992 r. i Ford International Championships of Spain w Barcelonie w 1995 r. oraz dwóch ćwierćfinałach turniejów tej samej rangi: Belgian Ladies Open w Liège w 1993 r. i Bausch & Lomb Championships Amelia Island w 1995 r. W drodze do półfinału w Cesenie pokonała: Sandrine Testud, Claudua Porwik oraz Nathalie Herreman, a w Barcelonie pokonała Sandrine Testud, Julie Halard i Ruxandra Dragomir. W Liège pokonała Laurence Courtois, i Petra Langrová, w Amelia Island wygrała z Silke Maier, Meikel Babel i Judith Wiesner.
W 1995 roku została pierwszą Polką, która awansowała do najlepszej pięćdziesiątki rankingu WTA. 11 września 1995 roku zajmowała 47. miejsce. Jej wynik pobiła niedługo Magdalena Grzybowska.
Katarzyna Nowak była liderką corocznych rankingów Polskiego Związku Tenisa w latach: 1988, 1990–1992, 1994-1995.
W 1998 roku zakończyła tenisową karierę z powodu nasilających się problemów z kręgosłupem.
Jest absolwentką Uniwersytetu Łódzkiego. Od 2004 roku Katarzyna Nowak komentuje największe turnieje tenisowe w stacji Polsat Sport. W 2015 roku otrzymała wyróżnienie za „wyjątkowe zaangażowanie i wkład w budowanie pozycji stacji Polsat Sport jako najlepszego kanału sportowego w Polsce”.
W 2021 została odznaczona Krzyżem Kawalerskim Orderu Odrodzenia Polski.

## Historia występów w turniejach wielkoszlemowych

### Gra pojedyncza
| Turniej         | 1990 | 1991 | 1992 | 1993 | 1994 | 1995 | 1996 | 1997 | 1998 |
| --------------- | ---- | ---- | ---- | ---- | ---- | ---- | ---- | ---- | ---- |
| Australian Open | –    | –    | –    | 1R   | –    | –    | 1R   | –    | –    |
| French Open     | 1R   | LQ   | 1R   | –    | 2R   | 3R   | 1R   | LQ   | –    |
| Wimbledon       | –    | –    | 2R   | –    | –    | –    | 1R   | –    | –    |
| US Open         | –    | 1R   | 1R   | –    | –    | 1R   | LQ   | –    | LQ   |

## Historia występów w najważniejszych turniejach WTA

### Gra pojedyncza
| Turniej       | 1992 | 1993 | 1994 | 1995 | 1996 | 1997 |
| ------------- | ---- | ---- | ---- | ---- | ---- | ---- |
| Amelia Island | -    | -    | -    | QF   | 1R   | LQ   |
| Barcelona     | -    | -    | -    | SF   | -    | -    |
| Berlin        | –    | –    | –    | –    | 2R   | LQ   |
| Brighton      | 2R   | -    | -    | 2R   | -    | -    |
| Cesena        | SF   | -    | -    | -    | -    | -    |
| Essen         | 2R   | -    | -    | -    | 1R   | -    |
| Hamburg       | 1R   | -    | 2R   | -    | 2R   | LQ   |
| Hilton Head   | 1R   | –    | –    | 2R   | LQ   | LQ   |
| Houston       | -    | -    | -    | 1R   | -    | -    |
| Indian Wells  | –    | –    | –    | –    | 1R   | –    |
| Liège         | -    | QF   | -    | -    | -    | -    |
| Linz          | -    | 1R   | -    | 1R   | -    | LQ   |
| Madryt        | -    | -    | -    | -    | 1R   | -    |
| Pekin         | -    | -    | 1R   | -    | -    | -    |
| Rzym          | 1R   | –    | –    | –    | 2R   | LQ   |
| Sydney        | -    | -    | -    | -    | 1R   | -    |
| Quebec        | -    | -    | -    | 1R   | -    | -    |

## Finały turniejów rangi ITF
| turnieje z pulą nagród 100 000 $ |
| turnieje z pulą nagród 75 000 $  |
| turnieje z pulą nagród 50 000 $  |
| turnieje z pulą nagród 25 000 $  |
| turnieje z pulą nagród 15 000 $  |
| turnieje z pulą nagród 10 000 $  |

### Gra pojedyncza 11 (6–5)
| Rezultat     |    | Data       | Turniej                | Naw.           | Przeciwniczka      | Wynik          |
| Zwyciężczyni | 1. | 11/07/1988 | Sezze                  | Ceglana        | Katia Piccolini    | 6:4, 2:6, 6:4  |
| Finalistka   | 1. | 30/10/1988 | Baden                  | Twarda (hala)  | Elena Pampoulova   | 1:6, 1:6       |
| Zwyciężczyni | 2. | 23/04/1990 | Caserta                | Ceglana        | Jelena Briuchowiec | 1:6, 6:2, 6:3  |
| Finalistka   | 2. | 05/11/1990 | Eastbourne             | Twarda         | Sandrine Testud    | 6:2, 3:6, 4:6  |
| Finalistka   | 3. | 12/08/1991 | Pisticci               | Twarda         | Nathalie Baudone   | 0:6, 1:6       |
| Zwyciężczyni | 3. | 12/12/1994 | Cergy                  | Twarda (hala)  | Isabelle Demongeot | 6:3, 6:3       |
| Finalistka   | 4. | 14/09/1997 | Kijów                  | Ceglana        | Anna Földényi      | 2:6, 0:3 krecz |
| Zwyciężczyni | 4. | 26/10/1997 | Joué-lès-Tours         | Twarda (hala)  | Katalin Miskolczi  | 6:1, 6:2       |
| Finalistka   | 5. | 16/11/1997 | Hawr                   | Ceglana (hala) | Melanie Schnell    | 2:6, 5:7       |
| Zwyciężczyni | 5. | 17/05/1998 | Le Touquet-Paris-Plage | Ceglana        | Maaike Koutstaal   | 7:6, 6:2       |
| Zwyciężczyni | 6. | 18/10/1998 | Saint-Raphaël          | Twarda (hala)  | Magdalena Kučerová | 6:1, 7:6       |